# Noé Aravena
Noé Aravena Castro(Santiago, 30 de julho de 2002) é um jogador de vôlei de praia chileno.

## Carreira
Na prática desportiva iniciou no tênis, futebol e skate, mais tarde o vôlei de praia que passou a praticar em uma escola do Estádio Croata, de propriedade do tio dos irmãos Marco Grimalt e Esteban Grimalt. Também cursou Cinesiologia na Universidad Andrés Bello.Em 2019, formava dupla com Kaj Bonačić quando competiram no Qualificatório Sul-Americano, evento realizado em etapas, que conferiu vaga ao Campeonato Mundial Sub-21 no mesmo ano, terminaram em sexto na etapa de Arica. No mesmo ano, representou o país na I edição dos Jogos Mundiais de Praia do Catar 2019, no vôlei de praia 4X4, cuja equipe estava composta por Ignacio Zavala, Vicente Droguett, Stephan Lindemann, Angelo Pesenti e Martín Iglesias e finalizaram na quinta posição.
No ano de 2020, esteve com Vicente Droguet na etapa de Luque no circuito paraguaio e conquistaram o título, e no circuito nacional esteve com Martín Iglesias na conquista do título em El Tabo.Em 2021,competiu ao lado de Vicente Droguett, quando foram vice-campeões na primeira etapa em Assunção e na segunda nesta mesma cidade repetiu o resultado e garantiram-se no Pan Júnior, e terminaram em terceiro na fase final Continental Cup em Santiago.
Em 2021, também jogou ao lado de Martín Iglesias e conquistou o vice-campeonato no Qualificatório Sul-Americano Sub-19 e qualificando-se ao Campeonato Mundial Sub-19 na Tailândia e obtiveram o título no Qualificatório Sul-Americano Sub-19, e terminaram na quinta posição no Campeonato Mundial de Sub-21 de 2021 em Phuket.E ao lado de Vicente Droguett estreou no circuito mundial de 2021, no torneio quatro estrelas de Itapema e terminaram com o vigésimo quinto lugar e foram medalhistas de bronze nos Pan Júnior Cáli-Valle del Caucade 2021. 
Na temporada de 2022, competiu com seu parceiro Vicente Droguett no circuito sul-americano e foram medalhistas de bronze em San Juan (Argentina), de prata em Montevidéu; pelo circuito mundial, conquistaram a medalha de prata no Challenge de Tlaxcala e o nono lugar no Elite 16 em Uberlândia, nesta conquistaram o quinto lugar no Finals CSV 2021-22, o trigésimo sétimo lugar no Mundial de Roma 2022, alcançaram o quarto lugar na edição dos Jogos Sul-Americanos de 2022 em Assunção e medalha de ouro nos Jogos Bolivarianos de 2022.
Começou 2023 com  Vicente Droguett e no circuito sul-americano conquistaram o quarto lugar na etapa de San Juan (Argentina), o vice-campeonato em Santiago, o inédito título em Río Hondo e conquistaram a medalha de bronze no Finals CSV 2022-23 sediado em Uberlândia, depois, conquistaram a medalha de ouro nos Jogos Sul-Americanos de Praia de 2023 em Santa Marta (Colômbia), na edição do Campeonato Mundial de Vôlei de Praia de 2023 nas cidades mexicanas de Tlaxcala de Xicohténcatl,  Apizaco e Huamantla terminaram em décima sétimo lugar.Conquistaram o título da etapa de Lima pelo circuito sul-americanoa 2023-24.

## Títulos e resultados
- Challenge de Tlaxcala do Circuito Mundial de 2022
- Etapa de Santo Ângelo do Circuito Sul-Americano de 2023-24
- Jogos Sul-Americanos de 2022